# Regions de Finlàndia
Les Regions de Finlàndia (maakunta en finès, landskap en suec) són 19 i foren resultat de la reforma administrativa de 1997.
Les regions són governades per consells regionals, el 2009 foren agrupades en províncies, ara bé, és la primera la que respon millor als sentiments de pertinença dels finesos, ja que els límits de les regions tenen un fonament més antic i coincideixen sovint amb les de les províncies històriques.
Les regions tenen competència en matèria d'ocupació, desenvolupament econòmic, educació, medi ambient i d'altres sectors administratius regionals de l'estat. Són les administracions que descentralitzen l'estat i no disposen d'autonomia política. L'única regió que compta amb una elecció del consell per sufragi és la de Kainuu, en una prova per tal de mirar si és possible l'extensió d'aquest model a la resta de regions.

## Regions
| Nom (en finès) (en suec)                                            | Capital      | Població (31 octubre 2010) | Previsió 2030 | Superfície km² | Densitat hab./km² |
| ------------------------------------------------------------------- | ------------ | -------------------------- | ------------- | -------------- | ----------------- |
| Lapònia Lappi Lappland                                              | Rovaniemi    | 183.397                    | 183.925       | 98946          | 1,9               |
| Ostrobòtnia del Nord Pohjois-Pohjanmaa Norra Österbotten            | Oulu         | 394.478                    | 437.507       | 37.120         | 10,6              |
| Kainuu Kajanaland                                                   | Kajaani      | 82.134                     | 77.936        | 24.451         | 3,4               |
| Carèlia Septentrional Pohjois-Karjala Norra Karelen                 | Joensuu      | 165.866                    | 163.087       | 21.584         | 7,7               |
| Savònia del Nord Pohjois-Savo Norra Savolax                         | Kuopio       | 247.962                    | 243.626       | 20.366         | 12,2              |
| Savònia del Sud Etelä-Savo Södra Savolax                            | Mikkeli      | 154.940                    | 144.637       | 14.137         | 11,0              |
| Ostrobòtnia del Sud Etelä-Pohjanmaa Södra Österbotten               | Seinäjoki    | 193454                     | 199.331       | 13.459         | 14,4              |
| Ostrobòtnia Pohjanmaa Österbotten                                   | Vaasa        | 177.870                    | 193.073       | 7.676          | 23,2              |
| Pirkanmaa Birkaland                                                 | Tampere      | 487.484                    | 563.008       | 14.292         | 34,1              |
| Satakunta Satakunda                                                 | Pori         | 227.074                    | 221.378       | 8.289          | 27,4              |
| Ostrobòtnia Central Keski-Pohjanmaa Mellersta Österbotten           | Kokkola      | 68.290                     | 74.592        | 5.474          | 12,5              |
| Finlàndia Central Keski-Suomi Mellersta Finland                     | Jyväskylä    | 273.698                    | 291.957       | 19.761         | 13,9              |
| Finlàndia Pròpia Varsinais-Suomi Egentliga Finland                  | Turku        | 465.012                    | 502.534       | 10.624         | 43,8              |
| Carèlia Meridional Etelä-Karjala Södra Karelen                      | Lappeenranta | 133774                     | 131.461       | 7.240          | 18,5              |
| Päijät-Häme o Tavàstia del Päijänne Päijät-Häme Päijänne Tavastland | Lahti        | 201720                     | 219.062       | 5.133          | 39,3              |
| Tavàstia Pròpia Kanta-Häme Egentliga Tavastland                     | Hämeenlinna  | 174432                     | 199208        | 5.204          | 33,5              |
| Uusimaa Nyland                                                      | Hèlsinki     | 1.435.653                  | 1.682.894     | 6.366          | 225,5             |
| Vall de Kymi Kymenlaakso Kymmenedalen                               | Kouvola      | 182401                     | 177.097       | 5.106          | 35,7              |
| Åland Ahvenanmaa Åland                                              | Mariehamn    | 27.899                     | 34.014        | 6.784          | 4,1               |

## Regions antigues
| Nom (en finès) (en suec)                  | Capital | Període   | Fusió amb | Població (31 octubre 2010) | Superfície km² | Densitat hab/km² |
| ----------------------------------------- | ------- | --------- | --------- | -------------------------- | -------------- | ---------------- |
| Uusimaa de l'Est Itä-Uusimaa Östra Nyland | Porvoo  | 1998-2010 | Uusimaa   | 94353                      | 2823           | 33,4             |